# Phaeonychium parryoides
Phaeonychium parryoides là một loài thực vật có hoa trong họ Cải. Loài này được (Kurz ex Hook. f. & T. Anderson) O.E. Schulz miêu tả khoa học đầu tiên năm 1927.